# Load
Load (укр. Завантаження) — шостий студійний альбом американського хеві-метал-гурту Metallica, що вийшов 4 червня 1996 року на лейблах Elektra Records та Vertigo Records.
На відміну від «Чорного альбому», що вийшов у 1991 році, Load мав експериментальний характер, поєднуючи хард-рок, сатерн-рок, блюз-рок, кантрі та альтернативний рок, що відштовхнуло велику частину фан-бази групи, поціновувачів треш-металу.
Load отримав неоднозначні відгуки від критиків та шанувальників, але був комерційно успішним, дебютував на першому місці в американському чарті Billboard 200 і став п'ять разів платиновим. Чотири пісні з альбому вийшли синглами: «Until It Sleeps», «Hero of the Day», «Mama Said» і «King Nothing».

## Історія

### Створення пісень
Робота над шостим альбомом американського хеві-метал-гурту Metallica розпочалася в 1994 році. Попередня платівка, що мала назву Metallica (також знана як «Чорний альбом»), вийшла за три роки до цього та стала феноменально успішною, очоливши американський чарт альбомів Billboard 200. Концерти на її підтримку тривали два роки та закінчились концертним туром Nowhere Else to Roam в 1993 році. За цей час світова рок-сцена суттєво змінилася: виконавці глем-металу поступилися провідними позиціями гранджовим гуртам, таким як Nirvana, Soundgarden, Alice in Chains та Pearl Jam, а також почали набувати популярності панк-рокові колективи, на кшталт Green Day та Offspring.
Засновники Metallica — фронтмен Джеймс Гетфілд та барабанщик Ларс Ульріх — повернулися до написання нових пісень, відштовхуючись від касети із рифами, придуманими та записаними Гетфілдом вдома під час відпочинку від концертів. Навесні 1994 року вони зустрілися в домашній студії Ульріха в Каліфорнії та почали обмінюватися ідеями, створюючи нові пісні. Першу за чотири роки демо-версію нової пісні записали в листопаді 1994 року: нею стала пісня «Streamline» (пізніше перейменована на «Wasting My Hate»). До кінця року дует записав ще чотири пісні: «Load» (майбутня «King Nothing»), «Devil Dance» («Devil's Dance»), «Fixer» («Fixxxer») та «Mouldy» («Hero of the Day»), а навесні 1995 року були готові 13 нових пісень. Крім цього, в музикантів і далі з'являлися нові ідеї, які зберігалися на касетах, тому вирішили нарешті вирушити до студії та почати роботу над записом чергового альбому.
Продюсером платівки обрали Боба Рока, який працював над попереднім альбомом Metallica. Попри успішну співпрацю в минулому, Гетфілд та Ульріх не хотіли записувати другий «Чорний альбом», а намагалися зробити нову платівку не вивіреною, а спонтанною та експериментальною. Музиканти більш переймалися загальним враженням від пісень, аніж технічною досконалістю виконання. Загалом матеріалу було достатньо для 27 пісень, але Боб Рок запропонував обрати та записати лише половину з них, а до решти повернутися пізніше.

### Робота в студії
Запис платівки розпочався 1 травня 1995 року в каліфорнійській студії The Plant в Саусаліто. У середині серпня гурт вперше зіграв наживо дві нові композиції «2x4» та «Devil's Dance» на концерті для членів фан-клубу. Студійну роботу довелося перервати в листопаді 1995 року, коли Джеймс Гетфілд дізнався, що його батько невдовзі вмре від раку. За його відсутності Ларс Ульріх надихнув соло-гітариста Кірка Гемметта записати партії ритм-гітари для декількох власних пісень, те що раніше завжди робив Гетфілд. Попри побоювання Боба Рока, після повернення до студії Гетфілд позитивно сприйняв цю ідею і погодився залишити ці пісні у виконанні Гемметта. Загибель батька також вплинула на тексти, написані Гетфілдом, зробивши їх щирішими та емоційнішими.
Для того, щоб експериментальний характер альбому не призвів до затягування запису, лейбл Elektra Records заздалегідь встановив 1 травня 1996 датою, коли має початись мастеринг платівки. В березні гурт переїхав до Нью-Йорку, де продовжив запис одночасно у двох студіях Right Track Recording та Quad Recording. Також, не дочекавшись закінчення запису, Metallica запросила журналістів до студії Right Track, де вперше презентувала студійні версії нових пісень. Після прослуховування критики звернули увагу на мейнстрімний характер нового матеріалу, але музиканти відмовлялися визнавати це, наголошуючи, що чули подібне з часів виходу балади «Fade to Black» в 1984 році.

### Вихід альбому

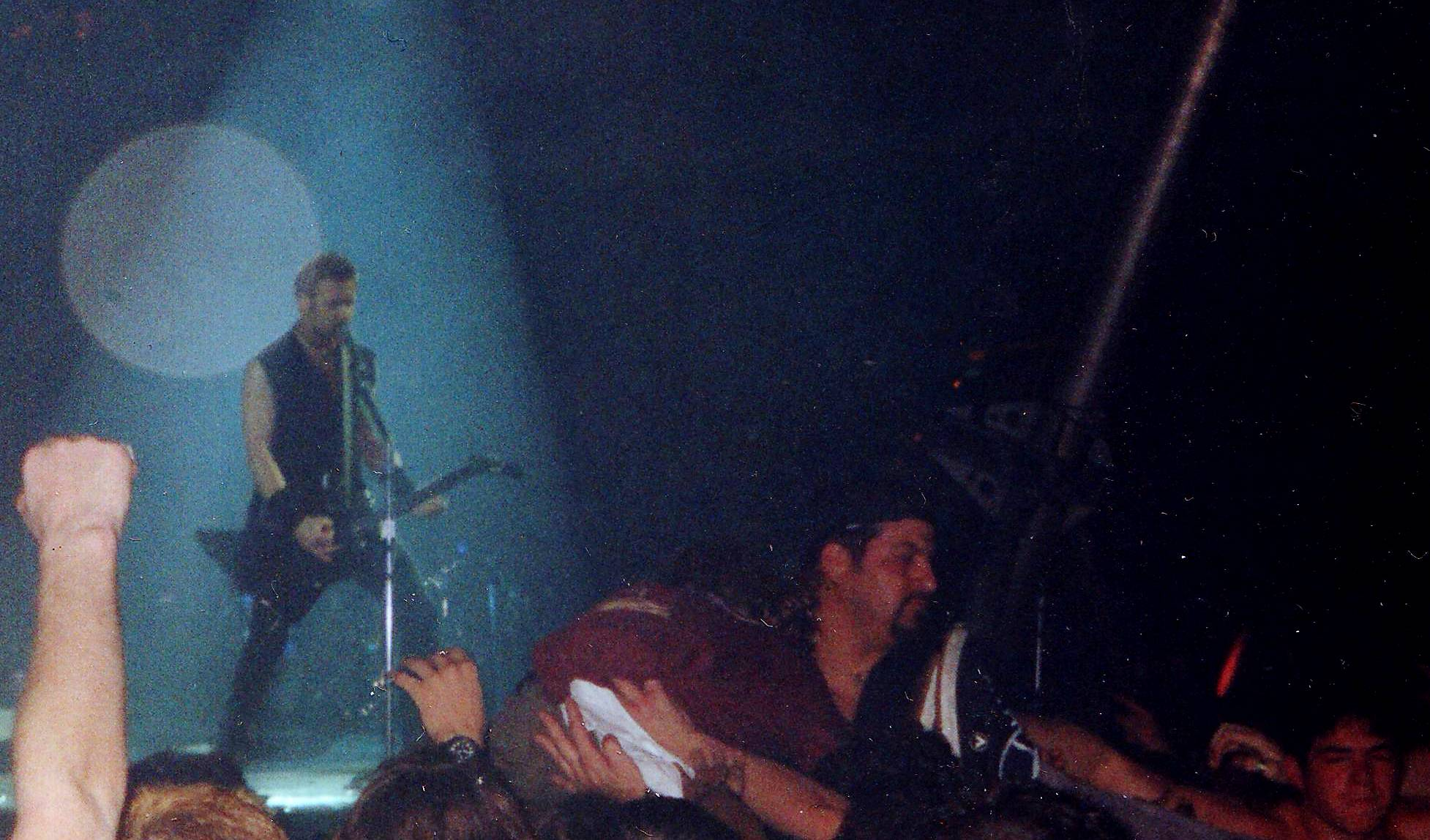
Джеймс Гетфілд на концерті в Кардіффі. 1996 рік

Новий альбом Metallica вийшов 4 червня 1996 року та отримав назву Load. Платівка містила 14 композицій загальною тривалістю 78 хвилин 59 секунд, ставши найдовшим альбомом гурту. Музичні видання схвально сприйняли нову роботу Metallica, відзначивши вплив рок-гуртів 1970-х років, таких як Aerosmith, ZZ Top, Тед Ньюджент та Lynyrd Skynyrd, а також елементи кантрі-музики. Водночас запеклі фанати гурту сприйняли експерименти Metallica зі звучанням та кардинальну зміну зовнішності як зраду хеві-металічних принципів, вирішивши, що з виходом цього альбому «справжня» Metallica вмерла. Самі ж музиканти називали ці претензії безглуздими, вважаючи свою останню роботу сучасним втіленням хеві-металу. Попри змішані відгуки, Load чудово продавався, і лише в США реалізувли понад 5 млн примірників. Ще за рік Metallica видала черговий альбом Reload, до якого увійшла решта пісень, написаних раніше, але які не потрапили до Load.
З виходом Load музиканти Metallica змінили не тільки звучання нових пісень, але й власний зовнішній вигляд. Найбільш обговорюваними стали нові зачіски артистів: коротке волосся замість «хаєрів», які вони носили багато років. Насправді музиканти постриглися не одночасно напередодні виходу Load, як багато хто вважав: бас-гітарист Джейсон Ньюстед поголив голову ще в 1993 році, під час турне на підтримку «Чорного альбому», а Джеймс Гетфілд поголив голову з боків та носив маллет на концертах у 1995 році. Через відмову музикантів від звичних довгих пасом деякі фанати почали вважали їх запроданцями. Сам Гетфілд називав цей період в житті гурту «U2-версією Metallica».
Через багато років після виходу Load члени гурту визнали, що платівка вийшла дуже нерівною. Окрім безумовних хітів, серед яких сингл «Until It Sleeps», та балади «Bleeding Me» та «Outlaw Torn», які можна було вважати сучасним переосмисленням класичного звучання Metallica, Load містив декілька посередніх композицій, а ще декілька — відверто прохідних. Ларс Ульріх погоджувався, що серед 27 написаних пісень варто було відібрати лише 12-15, а Джеймс Гетфілд визнавав, що під час творчого пошуку музиканти зайшли занадто далеко, вдаючи з себе тих, ким вони ніколи не були.

## Зміст альбому

### Обкладинка та логотип

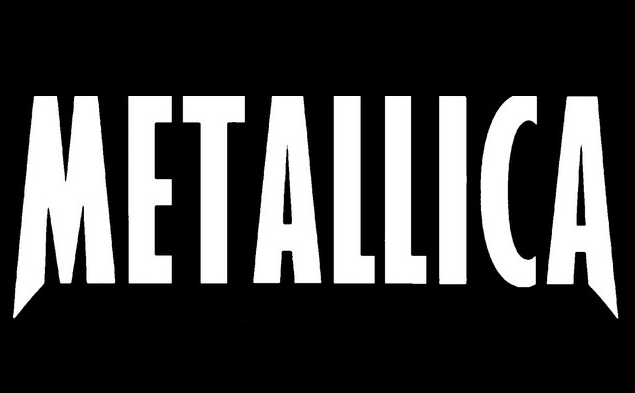
Новий логотип Metallica

Автором зображення, що з'явилося на обкладинці Load, став фотограф Андрес Серрано. Кірк Гемметт та Ларс Ульріх звернулися до митця під час виставки в Нью-Йорку, щоб домовитись про використання його робіт для двох наступних альбомів Metallica. Їхню увагу привернули фотографії Серрано з серії «Body Fluids» (укр. Рідини організму), в яких той змішував молоко, кров, сечу та сперму. Для Load обрали фотографію «Semen and Blood III» (укр. Сперма та кров III), де коров'яча кров була змішана зі спермою митця, та сфотографована між двома пластинами з органічного скла. Кірк Гемметт та Ларс Ульріх залишилися задоволеними обкладинкою, на відміну від фронтмена Metallica Джеймса Гетфілда. 2009 року той зізнався, що не вважав зображення дуже поганим, але «якщо ця картинка не відображає тебе, то це не має сенсу». Джеймс зауважив, що обкладинка альбому більше відповідала вподобанням Кірка та Ларса, які захоплювалися абстрактним мистецтвом та вдавали, ніби були геями, але його особисто це дуже бентежило: «Маю визнати, що принаймні половину фотографій з буклета до альбому я просто висмикнув, а обкладинка суперечила тому, що я відчував».

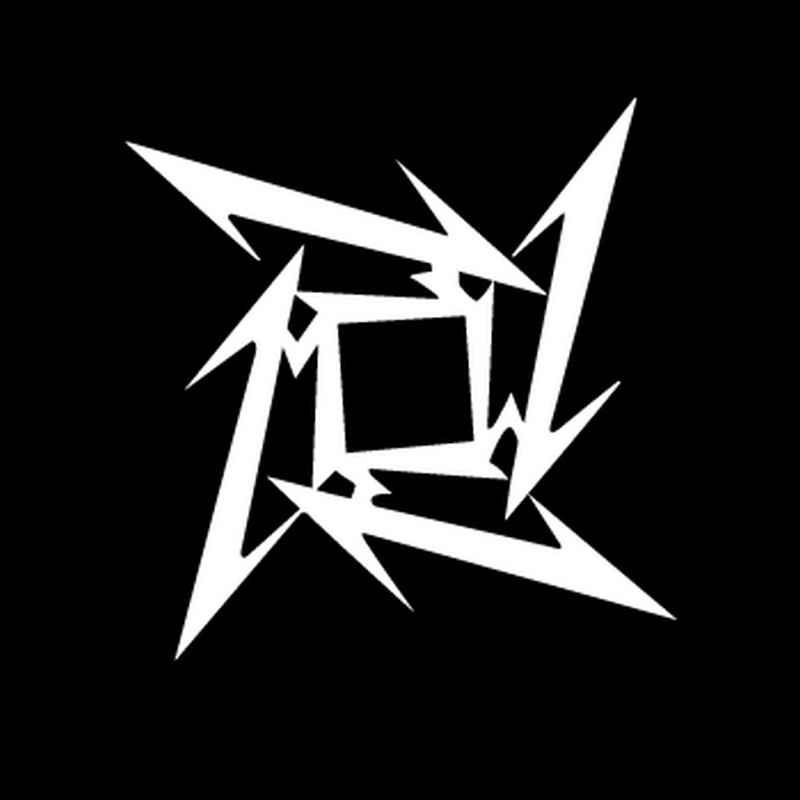
«Зірка ніндзя» - новий символ гурту

Ще однією відмінністю Metallica ери Load став новий логотип. Замість впізнаваного графічного символу гурту, намальованого Джеймсом Гетфілдом власноруч у шкільні роки, на обкладинці Load було представлено іншу версію назви «Metallica» з довшими літерами та короткими зарубками, намальовану британським дизайнером Енді Ейрфіксом. На доданок до текстового логотипу на альбомі вперше з'явилася так звана «зірка ніндзя», що складалася з чотирьох літер «M» з оригінального лого, складених разом — автором цього символу став Джеймс Гетфілд.

### Структура альбому
Альбом розпочинається з пісні «Ain't My Bitch»  (укр. Не моя проблема), що поєднує звучання альтернативного року 1990-х із класичним сатерн-роком у виконанні Lynyrd Skynyrd та ZZ Top. За нею йде «2×4», що містить гітарні рифи в стилі Black Sabbath, гітарні бенди із використанням педалі Wah-wah, а в цілому звучить схоже на творчість Corrosion of Conformity. Продовжує альбом важка та повільна «The House Jack Built»  (укр. Дім, який побудував Джек), що нагадує тягучі та депресивні пісні Alice in Chains, вирізняється пристрасним та напруженим вокалом Джеймса Гетфілда, а також гітарним соло із використанням ток-боксу. Створена під впливом гранджових гуртів Alice in Chains та Soundgarden, «Until It Sleeps» (укр. Поки воно не засне) відсилає до «Fell On Black Days» у виконанні Кріса Корнелла.
Першою піснею з альбому, що схожа на класичну творчість Metallica, є «King Nothing» (укр. Король Ніщо) з її важкими гітарними рифами. М'яка софт-рокова «Hero of the Day» (укр. Герой дня) навпаки наближена до радіоформату мейнстримного року та схожа на найкращі зразки творчості R.E.M. Завершує першу частину альбому довга балада «Bleeding Me» (укр. Спливаю кров'ю)  з особистими текстами Гетфілда, що розпочинається з повільної взаємодії гітар, але переростає у напружену секцію в середині пісні.
Другу половину альбому відкриває пісня «Cure» (укр. Зцілення), що містить як знайомі елементи попередніх пісень гурту («Harvester of Sorrow», «Enter Sandman»), так і відсилання до творчості The Cult. Ще одна сатерн-рокова композиція «Poor Twisted Me» (укр. Бідний нещасний я) поєднує бугі, свінг та блюз-метал. Слідом йде прямолінійна та затягнута «Wasting My Hate» (укр. Марную свою ненависть). Далі слухача чекає несподіванка: написана в стилі кантрі «Mama Said» (укр. Мати казала) містить дуже особисті для Гетфілда тексти та виконується під акомпанемент акустичної гітари, поєднуючись з програшами на педальній слайд-гітарі
Останню чверть альбому відкриває «Thorn Within» (укр. Скалка всередині) — ще одна важка пісня з інтроспективними текстами Гетфілда, якій бракує яскравого приспіву. Далі у «Ronnie» (укр. Ронні) Гетфілд розповідає історію в блюзовому стилі під акомпанемент рифів, притаманних AC/DC та Deep Purple. Завершує альбом епічна та прогресивна композиція з важкою атмосферою «The Outlaw Torn» (укр. Змучений ізгой), оригінальна версія якої тривала майже 11 хвилин, але кінцівку довелося обрізати, щоб вміститися на компакт-диск.

### Сингли та відео

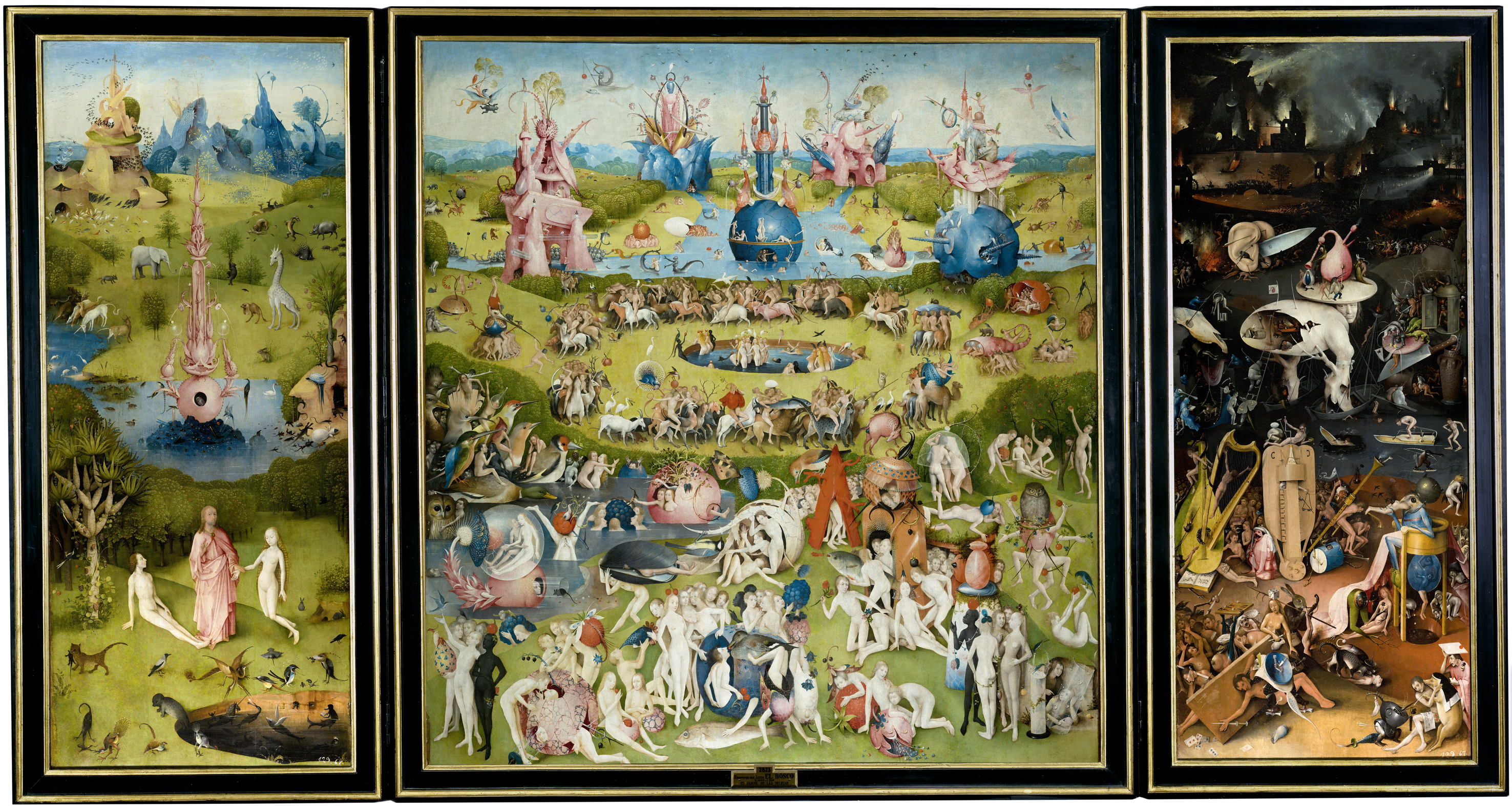
Картина Ієроніма Босха «Сад земних насолод», відсилання до якої містяться у кліпі «Until It Sleeps»

Першим синглом з альбому Load стала пісня «Until It Sleeps», що вийшла 23 травня 1996 року. На неї, як і на всі інші сингли, було знято відеокліп. Режисером «Until It Sleeps» став Семюел Баєр, відомий по роботі з Corrosion of Conformity, The Offspring та Smashing Pumpkins. Натхненням для візуальної складової частини кліпу була творчість нідерландського художника Ієроніма Босха, зокрема, картина «Сад земних насолод». На відміну від шести попередніх кліпів гурту, члени Metallica знялися в «Until It Sleeps» не лише як музиканти, але і як повноцінні актори. Сингл опинився на верхівці американського пісенного хіт-параду Hot 100, а кліп здобув нагороду MTV Video Music Award.
21 серпня 1996 року вийшов кліп на другий сингл з альбому, пісню «Hero of the Day». Його режисером став Антон Корбейн, що раніше працював з Depeche Mode, U2, Nirvana та Red Hot Chili Peppers. Головний герой кліпу — юнак, що страждає від наркотичної залежності, протягом дня постійно перемикає телевізійні канали, де йдуть програми за участі членів гурту. Бі-сайдами до «Hero of the Day» стали кавер-версії пісень Motorhead «Overkill», «Damage Case», «Stone Dead Forever» та «Too Late Too Late». Сингл посів перше місце в чарті Hot Mainstream Rock Tracks.
Третім синглом з Load стала пісня «Mama Said», кліп до якої також зняв Антон Корбайн. Лірична композиція була присвячена матері Джеймса Гетфілда, яка вмерла, коли тому було 16 років. В центрі кліпу знаходиться сам Гетфілд, який сидить на задньому сидінні машини, а інші члени Metallica прогулюються навколо.
Останнім, четвертим синглом з Load стала пісня «King Nothing». Відеокліп на неї було знято наприкінці 1996 року в Юті під керівництвом режисера Метта Мехуріна, з яким гурт співпрацював раніше над піснею «Unforgiven». Пісня піднялася на шосту сходинку в чарті Billboard Mainstream Rock Tracks, а також увійшла до серіалу «Клан Сопрано».

## Критичні відгуки
Одразу після виходу Load отримав переважно позитивні відгуки музичних критиків. Так, в журналі Metal Hammer його оцінили на 4.5 з 5, сприйнявши як продовження музичної еволюції, яка поступово перетворила Metallica на найкращий хеві-металічний гурт сучасності.
В газеті Los Angeles Times альбом отримав 3.5 зірки з 4. На думку Сенді Масуо, Metallica продемонструвала, що відчуває себе як вдома незалежно від того, чи грає звичні ритми в стилі Motorhead та Black Sabbath, чи зазіхає на територію кантрі-музики або R.E.M. Також оглядачка відзначила, що гурт наважився на відхилення від власного стилю, знайденого десять років тому на альбомі Master of Puppets, а їхні експерименти на Load стали більш суттєвими, аніж спроба запровадити літературну мову та повільна балада з попередньої платівки.
Девід Фріке з Rolling Stone поставив Load 4 зірки з 5, назвавши платівку «прощанням Metallica із пліснявою суворістю та тупиковим пуританством невибагливого трешу» та — попри короткі стрижки музикантів та підводку під очима — найважчим записом року. Фріке визнав, що такі пісні, як «Ain't My Bitch» та «King Nothing», неможливо слухати, не трясучи головою в ритм, але разом з тим звернув увагу, що на зміну підлітковим текстам Гетфілда прийшли «більш інтимні відображення гніву, втрати та відплати».
Девід Брауні (Entertainment Weekly) порівняв прагнення гурту догодити як дорослим, так і підліткам, із працею Сізіфа, обравши для Load рейтинг «B». Найбільш показовою піснею з альбому він назвав похмуру «Bleeding Me», в якій Гетфілд співає: «Я копаю свій шлях. Я копаю свій шлях до чогось кращого».

## Місце в дискографії гурту
1. Master of Puppets (1986)
2. Ride the Lightning (1984)
3. Metallica (1991)
4. …And Justice for All (1988)
5. Kill 'Em All (1983)
6. Lulu з Лу Рідом (2011)
7. 72 Seasons (2023)
8. Death Magnetic (2008)
9. Hardwired...To Self-Destruct (2016)
10. ReLoad (1997)
11. Garage Inc. (1998)
12. St. Anger (2003)
13. Load (1996)

Суперечливий характер альбому та стилістичні відмінності від решти творчості Metallica — як до ери Load / Reload, так і після неї, — призвели до того, що Load майже ніколи не відносять до успішних платівок гурту, порівняно з іншими роботами Metallica. Починаючи з кінця 2010-х років авторитетні музичні видання неодноразово публікували порівняльні рейтинги альбомів Metallica, лідером яких майже завжди ставав Master of Puppets, що вийшов у 1986 році, а Load навіть не потрапляв до першої п'ятірки визначних альбомів гурту.
В журналі Spin у 2023 році Load визнали найгіршим альбомом Metallica, назвавши «занадто розтягнутою колекцією найповільніших зразків музики». Схожої думки дотримувалися на сайті Alternative Press, назвавши альбом невдалою спробою зануритись у класичний рок, продемонструвавши свою зрілість. Редактори сайту Consequence поставили Load на 9 місце в списку альбомів Metallica (гіршими були лише Reload та St. Anger) та пожалілись, що на ньому дуже важко вказати найкращу пісню, врешті решт відзначивши завершальну «The Outlaw Torn».
Ще в декількох виданнях Load опинився в середині дискографії Metallica, відсортованої від найкращого альбому до найгіршого. В журналі Revolver він посів сьоме місце: попри відмову від треш-металу, обкладинку та макіяж музикантів, через чверть століття його назвали «крутим, дослідницьким збірником блюзових хард-рокових пісень, які переплітаються з темними особистими темами: депресією, зловживанням наркотиками та алкоголем, смертю близьких». Ще в трьох виданнях Load посів шосту сходинку в аналогічних рейтингах. В Kerrang! його назвали своєрідним омажем до тих гуртів, що вплинули на Metallica. На сайті Ultimate Classic Rock припустили, що якщо змішати дві третини Load з одною третиною Reload, то можна було б отримати «незаперечну класику». Нарешті, в журналі Metal Hammer Load назвали альбомом, який найбільше постраждав від несправедливого лихослів'я, лише через те, що вийшов одразу після феноменального «Чорного альбому».

## Довідкові дані

### Список композицій
| #   | Назва                  | Автор                    | Тривалість |
| --- | ---------------------- | ------------------------ | ---------- |
| 1.  | «Ain't My Bitch»       | Гетфілд, Ульріх          | 5:04       |
| 2.  | «2 × 4»                | Гетфілд, Ульріх, Гемметт | 5:28       |
| 3.  | «The House Jack Built» | Гетфілд, Ульріх, Гемметт | 6:38       |
| 4.  | «Until It Sleeps»      | Гетфілд, Ульріх          | 4:28       |
| 5.  | «King Nothing»         | Гетфілд, Ульріх, Гемметт | 5:29       |
| 6.  | «Hero of the Day»      | Гетфілд, Ульріх, Гемметт | 4:21       |
| 7.  | «Bleeding Me»          | Гетфілд, Ульріх, Гемметт | 8:18       |
| 8.  | «Cure»                 | Гетфілд, Ульріх          | 4:54       |
| 9.  | «Poor Twisted Me»      | Гетфілд, Ульріх          | 4:00       |
| 10. | «Wasting My Hate»      | Гетфілд, Ульріх, Гемметт | 3:57       |
| 11. | «Mama Said»            | Гетфілд, Ульріх          | 5:20       |
| 12. | «Thorn Within»         | Гетфілд, Ульріх, Гемметт | 5:51       |
| 13. | «Ronnie»               | Гетфілд, Ульріх          | 5:17       |
| 14. | «The Outlaw Torn»      | Гетфілд, Ульріх          | 9:48       |

### Учасники запису
- Джеймс Гетфілд — вокал, ритм-гітара
- Кірк Гемметт — соло-гітара
- Ларс Ульріх — ударні
- Джейсон Ньюстед — бас-гітара

### Місця в чартах
Тижневі чарти
| Хіт-парад (1996)                                     | Позиція |
| ---------------------------------------------------- | ------- |
| Австралія Australian Albums (ARIA)                   | 1       |
| Австрія Austrian Albums (Ö3 Austria)                 | 1       |
| Бельгія Belgian Albums (Ultratop Flanders)           | 1       |
| Бельгія Belgian Albums (Ultratop Wallonia)           | 2       |
| Danish Albums (Hitlisten)                            | 1       |
| Нідерланди Dutch Albums (MegaCharts)                 | 1       |
| Europe (European Top 100 Albums)                     | 1       |
| Фінляндія Finnish Albums (Suomen virallinen lista)   | 1       |
| Франція French Albums (SNEP)                         | 1       |
| Німеччина German Albums (Offizielle Top 100)         | 1       |
| Угорщина Hungarian Albums (MAHASZ)                   | 1       |
| Irish Albums (IRMA)                                  | 2       |
| Italian Albums (FIMI)                                | 2       |
| Нова Зеландія New Zealand Albums (Recorded Music NZ) | 1       |
| Норвегія Norwegian Albums (VG-lista)                 | 1       |
| Portuguese Albums (AFP)                              | 1       |
| Шотландія Scottish Albums (OCC)                      | 1       |
| Spanish Albums (AFYVE)                               | 2       |
| Швеція Swedish Albums (Sverigetopplistan)            | 1       |
| Швейцарія Swiss Albums (Schweizer Hitparade)         | 1       |
| Велика Британія UK Albums (OCC)                      | 1       |
| США Billboard 200                                    | 1       |

Чарти на кінець року
| Хіт-парад (1996)                        | Позиція |
| --------------------------------------- | ------- |
| Australian Albums (ARIA)                | 21      |
| Austrian Albums (Ö3 Austria)            | 6       |
| Canadian Albums (RPM)                   | 9       |
| Dutch Albums (Album Top 100)            | 33      |
| European Top 100 Albums (Music & Media) | 10      |
| French Albums (SNEP)                    | 17      |
| German Albums (Offizielle Top 100)      | 6       |
| New Zealand Albums (RMNZ)               | 17      |
| Swiss Albums (Schweizer Hitparade)      | 23      |
| UK Albums (OCC)                         | 59      |
| US Billboard 200                        | 14      |

Чарти кінця десятиліття
| Хіт-парад (1990—1999) | Позиція |
| --------------------- | ------- |
| US Billboard 200      | 81      |

### Сертифікація
| Регіон | Сертифікація  | Продажі    |
| --- | ------------- | ---------- |
| Аргентина (CAPIF) | Платиновий    | 60 000^    |
| Австралія (ARIA) | 2× Платиновий | 140 000^   |
| Австрія (IFPI Austria) | Платиновий    | 50 000*    |
| Бельгія (BEA) | Золотий       | 25 000*    |
| Бразилія (ABPD) | Золотий       | 100 000*   |
| Канада (Music Canada) | 4× Платиновий | 400 000^   |
| Фінляндія (IFPI Finland) | Платиновий    | 94,384     |
| Франція (SNEP) | Золотий       | 100 000*   |
| Німеччина (BVMI) | 5× Золотий    | 1 250 000  |
| Греція (IFPI Greece) | Золотий       | 31,000     |
| Угорщина (Mahasz) | Золотий       |            |
| Японія (RIAJ) | Платиновий    | 200,000^   |
| Нідерланди (NVPI) | Золотий       | 50 000^    |
| Нова Зеландія (RIANZ) | Платиновий    | 15 000^    |
| Норвегія (IFPI Norway) | Платиновий    | 50 000*    |
| Польща (ZPAV) | Платиновий    | 100 000*   |
| Іспанія (PROMUSICAE) | Платиновий    | 100 000^   |
| Швеція (IFPI Sweden) | Платиновий    | 100 000^   |
| Велика Британія (BPI) | Платиновий    | 300 000    |
| США (RIAA) | 5× Платиновий | 5,400,000  |
| Уругвай (CUD) | Золотий       | 3000^      |
| Підсумки |               |            |
| Європа (IFPI) | 2× Платиновий | 2 000 000* |
| *продажі, що базуються лише на сертифікаціях · ^відвантаження, що базуються лише на сертифікаціях · продажі+прослуховування, що базуються лише на сертифікаціях |               |            |